# Villa Carmela
Villa Carmela è una villa situata ad Algeciras, che durante la seconda guerra mondiale ospitò una missione dei servizi segreti militari italiani, il SIM, fornì assistenza a numerosi attacchi contro il naviglio militare e mercantile alleato.
Il piroscafo Olterra venne utilizzato come base segreta da cui i sommozzatori attaccarono le navi nei pressi di Gibilterra. L'equipaggio era costituito di due o tre ufficiali maggiori che predisponevano gli obiettivi da colpire e venivano utilizzati nella missione da 6 a più sommozzatori: gli Assaltatori o Incursori che componevano la Squadriglia dell'Orsa Maggiore. La nave stava ormeggiata nella baia di Algeciras. Esistevano due modi di attaccare le navi nemiche inglesi; primo: i subacquei da qui partivano due per volta a intervalli regolari trasportando sott'acqua mine magnetiche, soprannominate mignatte, arrivati all'obiettivo attaccavano l'ordigno alla nave, la maggior parte delle volte allo scafo, da qui si allontanavano e ritornavano alla nave e aspettavano che la mina deflagrasse; il secondo metodo prevedeva un attacco diretto della nave con i 3 siluri SLC. Gli inglesi d'altra parte non capivano da dove partissero questi sommozzatori e una volta scoperto loro stessi riutilizzarono lo stesso schema in altre guerre poiché avveniva tutto di nascosto e in maniera furtiva.
La villa esiste tuttora, nelle adiacenze dello stadio comunale, e dopo essere stata trasformata in un asilo per bambini handicappati è attualmente inutilizzata, ma in buone condizioni strutturali.